# Пейкар
Пейкар (перс. پيکار‎ (Борьба), акроним от Организация борьбы за свободу рабочего класса (перс. سازمان پیکار در راه آزادی طبقه کارگر‎)) — иранская леворадикальная партизанская организация, иногда упоминаемая как марксистские или народные моджахеды. Откололась в 1975 г. от Организации моджахедов иранского народа и заняла более радикальную позицию относительно ислама. К середине 1980-х прекратила своё существование как самостоятельная политическая сила.
Члены Пейкар приняли идеологию марксизма-ленинизма, а не левый исламистский модернизм Моджахедин-э Халк. Возникнув в 1972 году, а официально основанный в 1975 году, к началу 1980-х годов Пейкар уже считался недействующим.

## Основание
В 1971 году шахская спецслужба САВАК арестовала и казнила большинство членов Моджахедин-э Халк, включая высокопоставленных членов и соучредителей. Это привело к тому, что к организации присоединились марксисты, в том числе Маджид Шариф Вагефи (в 1972 году) и Таги Сахрам (в 1973 году). Среди других лидеров Пейкар были Бахрам Арам, Тораб Хакшенас, Алиреза Сепаси Аштиани, Рахман Вахид Афрахте, Хоссейн Рухани, Хасан Алапуш и Махбубех Моттахедин.
В это время внутри Моджахедин-э Халк началось реформирование организации. Таги Шахрам, Хоссейн Рухани и Тораб Хакшенас сыграли ключевую роль в создании марксистско-ленинского Моджахедин-э Халк, который позже стал Пейкаром. К 1973 году члены марксистско-ленинского Моджахедин-э Халк развернули «внутреннюю идеологическую борьбу». Члены, не принявшие марксизм, были изгнаны или выданы САВАКу, а Маджид Шариф Вагефи, единственный левый исламист, оставшийся в Центральном комитете, был казнён.
Мусульманские члены Моджахедин-э Халк, не принявшие марксизм, были изгнаны или выданы САВАКу. Между 1973 и 1975 годами марксистско-ленинская Моджахедин-э Халк активизировала свои вооружённые операции в Иране. В 1973 году они участвовали в двух уличных боях с тегеранской полицией. Также в 1973 году они взорвали десять зданий, включая Plan Organization, Pan-American Airlines, Shell Oil Company, Hotel International, Radio City Cinema и экспортную компанию, принадлежащую бизнесмену-бахаи.

## Раскол
Моджахеды (марксисты-ленинцы) стали официальной организацией в октябре 1975 года. В это время группа продолжала называть себя Народными моджахедами. Их позиция была изложена в брошюре, озаглавленной «Манифест по идеологическим вопросам», где центральное руководство группы заявило, «что после десяти лет тайного существования, четырёх лет вооружённой борьбы и двух лет интенсивного идеологического переосмысления они пришли к выводу, что марксизм а не ислам, был истинной революционной философией».
Таким образом, существовало два соперничающих групп моджахедов, каждая из которых имело собственное издание, организацию и свой род деятельности. Это продолжалось незадолго до иранской революции 1979 года, когда 7 декабря 1978 года марксистские моджахеды изменили своё название на Пейкар.
Моджтаба Талегани, сын аятоллы Махмуда Талегани, был членом Моджахедин-э Халк, который «обратился» в марксизм. Хоссейн Рухани был ещё одним видным членом Пейкар. Он баллотировался в Меджлис в Тегеране и вызвал крупный скандал в 1980 году, впервые обнародовав секретные переговоры Моджахедин-э Халк с аятоллой Хомейни. Рухани также был «первым из левой организации, который лично критиковал Хомейни», когда он назвал Хомейни «средневековым мракобесом», а его режим «реакционным» и «фашистским». Позже Рухани арестовали и заключили в тюрьму. В мае 1982 года он появился на телевидении как один из первых из многочисленных противников режима, который отказался от своей прежней позиции в отношении режима Хомейни. Многие считали, что это было результатом тюремных пыток. Рухани осудил своё членство в Пейкаре, хвалил «имама» Хомейни и заявил, что в тюрьме он чувствует себя свободнее, чем «во внешнем мире».

## Убийство американцев в 1970-е гг
11 мая 1976 года газета The Washington Post сообщила, что в январе того же года «девять террористов, осуждённых за убийство трёх американских полковников … были казнены. Лидер группы Вахид Афрахтех заявил, что он лично убил полковника Льюиса Ли Хокинса в Тегеране в 1973 году и возглавлял ячейку, которая застрелила полковника Пола Шафера и подполковника Джека Тёрнера». 16 ноября 1976 года в сообщении Юнайтед Пресс Интернэшнл говорилось, что тегеранская полиция убила Бахрама Арама, человека, ответственного за убийства трёх американцев, работавших на Rockwell International.
В 2005 году Госдепартамент приписал Пейкару убийства американцев в Иране в период шаха. В Country Reports, опубликованном в апреле 2006 года, говорилось, что «марксистский элемент Моджахедин-э Халк убил несколько американских советников шаха по безопасности».

## Пейкар после 1980-х годов
Пейкар активно действовал в начале 1980-х годов, в основном проводя мелкомасштабные рейды в стиле повстанцев в Северном Иране, хотя группа также была ответственна за одну ситуацию с заложниками в иранском консульстве в Женеве в 1982 году. Пейкар фактически было разгромлено после восстания моджахедов в июне 1981 года, которое оно хотя и не поддерживало, но, тем не менее, впоследствии члены которого были «арестованы и массово казнены».